# 赫茨米爾 (英國國會選區)
赫茨米爾（英語：Hertsmere），英國國會一郡選區，包括英格蘭東部赫特福德郡赫茨米爾全部。始設於1983年。
本區一直支持保守黨。2010年大選中詹姆斯·克萊品森以56.0%選票勝出該區四度連任。